# Checkered Flag or Crash
Pour plus de détails, voir Fiche technique et Distribution.
Checkered Flag or Crash est un film américain réalisé par Alan Gibson, sorti en 1977.

## Fiche technique
- Titre : Checkered Flag or Crash
- Réalisation : Alan Gibson
- Scénario : Michael Allin
- Photographie : Alan Hume
- Musique : Art Freeman
- Pays d'origine : États-Unis
- Genre : aventure et comédie
- Date de sortie : 1977

## Distribution
- Joe Don Baker : Walkaway Madden
- Susan Sarandon : C. C. Wainwright
- Larry Hagman : Bo Cochran
- Alan Vint : Doc Pyle
- Parnelli Jones : lui-même